# Hilara spectabilis
Hilara spectabilis är en tvåvingeart som beskrevs av Chvala 2008. Hilara spectabilis ingår i släktet Hilara och familjen dansflugor. Inga underarter finns listade i Catalogue of Life.